# شفیع‌آباد (اقبال غربی)
شفیع‌آباد یک روستا در ایران است که در دهستان اقبال غربی شهرستان قزوین واقع شده‌است.

## جمعیت
این روستا در بخش مرکزی شهرستان قزوین قرار دارد و براساس سرشماری مرکز آمار ایران در سال ۱۳۸۵، جمعیت آن ۸۰ نفر (۳۵ خانوار) بوده‌است.